# اودل (نبراسکا)
اودل(به انگلیسی: Odell) شهری در ایالت نبراسکا کشور ایالات متحده آمریکا است که جمعیت آن در سرشماری سال ۲۰۱۰ میلادی، ۳۰۷ نفر بوده‌است.